# 87-я танковая бригада
 87-я танковая бригада  — танковая бригада Красной армии в годы Великой Отечественной войны.
Сокращённое наименование — 87 тбр.

## Формирование и организация
87-я танковая бригада начала формирование 9 февраля 1942 г. в Москве и окончила формирование 1 июля 1942 г. в с. Медное Калининской обл.
На основании Директивы УФ-288 от 15.04.1942 г. (по справочнику танковых бригад - 24 апреля 1942 г.) бригада вошла в состав 7-го тк. В апреле 1942 г. отправлено 20 Т-34 производства СТЗ.
28 апреля 1942 г. бригада в составе 7-го тк прибыла на Калининский фронт.
7 июля 1942 г. бригада в составе 7-го тк прибыла на Брянский фронт в район Красная Поляна и вошла в состав 5-й ТА. 31 июля 1942 г. бригада в составе 7-го тк переподчинена 38-й армии.
28 августа 1942 г. бригада в составе 7-го тк вышла из состава 38-й армии и передислоцировалась на Сталинградский фронт и подчинена 1-й гв. армии.
29 октября 1942 г. бригада в составе 7-го тк выведена в резерв Ставки ВГК в Саратов на доукомплектование.
1 декабря 1942 г. бригада в составе 7-го тк выведена из резерва Ставки ВГК и поступила в подчинение Донского фронта, где вошла в состав 5-й Ударной армии, с 24 декабря - 2-й гв. армии.
Приказом НКО № 413 от 29 декабря 1942 г. преобразована в 19-ю гв. танковую бригаду.

## Боевой и численный состав
Бригада формировалась по штатам №№ 010/345-010/352 от 15.02.1942 г.:
- Управление бригады [штат № 010/345]
- 167-й отд. танковый батальон [штат № 010/346]
- 168-й отд. танковый батальон [штат № 010/346]
- Мотострелково-пулеметный батальон [штат № 010/347]
- Противотанковая батарея [штат № 010/348]
- Зенитная батарея [штат № 010/349]
- Рота управления [штат № 010/350]
- Рота технического обеспечения [штат № 010/351]
- Медико-санитарный взвод [штат № 010/352]

Директивой НКО УФ2/884 от 25.10.1942 г. г. переведена на штаты №№ 010/270-010/277 от 31.07.1942 г.:
- Управление бригады [штат № 010/270]
- 167-й отд. танковый батальон [штат № 010/271]
- 168-й отд. танковый батальон [штат № 010/272]
- Мотострелково-пулеметный батальон [штат № 010/273]
- Истребительно-противотанковая батарея [штат № 010/274]
- Рота управления [штат № 010/275]
- Рота технического обеспечения [штат № 010/276]
- Медико-санитарный взвод [штат № 010/277]

## Подчинение
Периоды вхождения в состав Действующей армии:
- с 29.06.1942 по 30.10.1942 года.
- с 07.12.1942 по 29.12.1942 года.

| Дата            | Фронт (округ)             | Армия                 | Корпус              | Дивизия | Бригада | Примечания |
| --------------- | ------------------------- | --------------------- | ------------------- | ------- | ------- | ---------- |
| 01.03.1942 года | Московский военный округ  |                       |                     |         |         |            |
| 01.04.1942 года | Московский военный округ  |                       |                     |         |         |            |
| 01.05.1942 года | Калининский фронт         |                       | 7-й танковый корпус |         |         |            |
| 01.06.1942 года | Калининский фронт         |                       | 7-й танковый корпус |         |         |            |
| 01.07.1942 года | РВГК                      |                       | 7-й танковый корпус |         |         |            |
| 01.08.1942 года | Брянский фронт            | 5-я танковая армия    | 7-й танковый корпус |         |         |            |
| 01.09.1942 года | Сталинградский фронт      | 1-я гвардейская армия | 7-й танковый корпус |         |         |            |
| 01.10.1942 года | Донской фронт             | 66-я армия            | 7-й танковый корпус |         |         |            |
| 01.11.1942 года | Приволжский военный округ |                       | 7-й танковый корпус |         |         |            |
| 01.12.1942 года | РВГК                      | 5-я ударная армия     | 7-й танковый корпус |         |         |            |

## Командиры

### Командиры бригады
- Лебедев Виктор Григорьевич, полковник, 00.02.1942 - 24.02.1942 года.[1]
- Кривошея Григорий Кириллович, майор,ид, 24.02.1942 - 14.03.1942 года.
- Кривошея Григорий Кириллович, майор (06.07.1942 смертельно ранен) 14.03.1942 - 06.07.1942 года.[2]
- Шабаров Иван Васильевич, полковник, ид, 08.07.1942 - 18.11.1942 года.
- Егоров Александр Васильевич, подполковник, ид, 18.11.1942 - 29.12.1942 года.[3]

### Начальники штаба бригады
- Колпаков Михаил Иванович, майор, 10.02.1942 - 28.06.1942 года.[4]
- Швецов Виктор Васильевич, майор, 17.07.1942 - 01.01.1943 года.[5]

### Начальник политотдела, заместитель командира по политической части
- Ефимов Иосиф Иванович, старший батальонный комиссар, 10.02.1942 - 22.08.1942 года.
- Демин Григорий Никитич, старший батальонный комиссар, 22.08.1942 - 29.12.1942 года.